# Azita Ghanizada
Azita Ghanizada (Kabul, 17 novembre 1979) è un'attrice afghana naturalizzata statunitense.

## Biografia
Nasce a Kabul, ma la sua famiglia abbandona la terra natia quando è ancora bambina a causa della guerra. La famiglia arriva negli Stati Uniti d'America e ottiene l'asilo politico per i rifugiati. Cresce in una famiglia conservatrice, ha due sorelle e i genitori divorziano mentre frequenta la scuola secondaria. Frequenta il James Madison High School a Vienna, in Virginia, e si laurea in inglese e comunicazione al Virginia Polytechnic Institute and State University.
Si trasferisce a Los Angeles e inizia la sua carriera di attrice in spot pubblicitari e con apparizioni in varie serie televisive tra cui The Closer, Numb3rs, Bones, Veronica Mars e How I Met Your Mother.
Nel 2011 è una delle protagoniste della serie televisiva statunitense di fantascienza Alphas.

## Filmografia

### Cinema
- A Kiss on the Nose, regia di Laura Neri - cortometraggio (2004)
- X's & O's, regia di Kedar Korde (2007)
- Learning to Score, regia di David Victorson - cortometraggio (2007)
- Why Men Go Gay in L.A., regia di Paul Stenerson (2009)
- You, Only Better..., regia di April Shih (2010)
- Blood Shot, regia di Dietrich Johnston (2011)
- Complete Unknown - Cambio d'identità, regia di Joshua Marston (2016)
- Draupadi Unleashed, regia di Tony Stopperan e Nisha Sabharwal (2019)
- L'amico del cuore (Our Friends), regia di Gabriela Cowperthwaite (2019)
- We Broke Up, regia di Jeff Rosenberg (2021)

### Televisione
- The Closer – serie TV, episodio 1x08 (2005)
- Numb3rs – serie TV, episodio 2x14 (2006)
- Bones – serie TV, episodio 2x14 (2007)
- The Wedding Bells – serie TV, episodio 1x02 (2007)
- Veronica Mars – serie TV, episodio 3x16 (2007)
- General Hospital: Night Shift – serie TV, 14 episodi (2008)
- How I Met Your Mother (E alla fine arriva mamma) – serie TV, episodio 4x23 (2009)
- Entourage – serie TV, episodio 6x02 (2009)
- Psych – serie TV, episodio 4x06 (2009)
- Ghost Whisperer - Presenze (Ghost Whisperer) – serie TV, episodio 5x07 (2009)
- Tough Trade, regia di Gavin Hood - film TV (2010)
- Castle – serie TV, episodio 2x16 (2010)
- NCIS: Los Angeles – serie TV, episodio 2x11 (2010)
- Amici di letto (Friends with Benefits) – serie TV, episodio 1x13 (2011)
- Body of Proof – serie TV, episodio 2x14 (2012)
- Alphas – serie TV, 24 episodi (2011- 2012)
- Up All Night - serie TV, episodio 2x08 (2012)
- The Mentalist - serie TV, episodio 6x10 (2013)
- Major Crimes - serie TV, episodio 3x03 (2014)
- Ellen More or Less - film TV (2015)
- I Love Dick - serie TV, episodio 1x08 (2017)
- Wisdom of the Crowd - Nella rete del crimine - serie TV, episodio 1x04 (2017)
- 9-1-1 - serie TV, episodio 1x02 (2018)
- Elementary  - serie TV, episodio 6x17 (2018)
- Ballers - serie TV, episodi 5x04-5x06 (2019)
- Good Trouble - serie TV, 5 episodi (2019-2020)
- Magnum P.I. - serie TV, episodio 2x19 (2020)
- Suits LA – serie TV, 6 episodi (2025)

## Doppiatrici italiane
Nelle versioni in italiano delle opere in cui ha recitato, Azita Ghanizada è stata doppiata da:
- Emanuela Baroni in Ghost Whisperer - Presenze
- Benedetta Degli Innocenti in Alphas
- Paola Majano in The Mentalist
- Laura Lenghi in Magnum P.I.
- Valeria Vidali in Station 19